# Mark Clattenburg
Mark Clattenburg (sinh ngày 13 tháng 3 năm 1975) là một cựu trọng tài chuyên nghiệp người Anh, hiện nay đang giữ chức Trưởng ban Trọng tài tại Liên đoàn bóng đá Ả Rập Xê Út. Trước đây ông từng thường xuyên cầm còi các trận đấu tại giải Ngoại hạng Anh, các cúp bóng đá ở Anh cũng như các cúp châu Âu. Ông cũng từng được chỉ định bắt chính trận tranh Huy chương Vàng Olympic 2012, Chung kết UEFA Champions League 2016, Chung kết giải vô địch bóng đá châu Âu 2016 và một số trận đấu quan trọng khác.
Clattenburg không chỉ cầm còi các trận đấu quan trọng mà ông còn dính líu vào một sự việc liên quan đến phân biệt chủng tộc trong trận đấu giữa Chelsea và Manchester United ngày 28 tháng 10 năm 2012.

## Sự nghiệp cầm còi

### Những năm đầu
Sinh ra tại Consett, hạt Durham, Clattenburg bắt đầu sự nghiệp cầm còi vào năm 1990. Ông trở thành trợ lý trọng tài tại Northern League khi 18 tuổi, về sau trở thành trọng tài trong giải đấu đó. Ông đã trở thành trợ lý trọng tài tại Football League vào năm 1999, nhưng một năm sau đã trở thành trọng tài cầm còi tại giải đấu này. Clattenburg chỉ phục vụ một năm với tư cách trợ lý – một bản ghi được chia sẻ với Steve Baines – nhưng lời hứa với Baines đã giúp Clattenburg phát triển nhanh hơn trong sự nghiệp. Trận ra mắt của Clattenburg tại Football League (khi mới 25 tuổi – một kỷ lục từ thời hậu chiến tại Anh) là trận đấu giữa Chesterfield và York City vào ngày 12 tháng 8 năm 2000, khi Chesterfield thắng 4–1.  Clattenburg sau đó là trọng tài thứ tư ở trận chung kết play-off hạng Ba Anh mùa giải 2001-02 và trận chung kết cúp FA 2002-03.
Trong mùa bóng 2002-03, Clattenburg đã được chỉ định cầm còi hai trận bán kết play-off thăng hạng (tại hạng nhất) – trận hòa 1–1 giữa Nottingham Forest và Sheffield United trên sân City Ground vào ngày 10 tháng 5 năm 2003, và trận lượt về tại giải hạng nhì giữa Queens Park Rangers và Oldham tại Loftus Road vào ngày 14 tháng 5 năm 2003, QPR thắng và lọt vào trận chung kết.
Vào ngày 15 tháng 5 năm 2004, ông cầm còi trận bán kết play-off lượt đi tại giải hạng nhất giữa Ipswich và West Ham tại Portman Road, chiến thắng 1–0 của đội chủ nhà Ipswich. Ông được chỉ định cầm còi trong trận chung kết play-off hạng ba tại Sân vận động Thiên niên kỷ, Cardiff vào ngày 31 tháng 5 năm 2004 giữa Mansfield và Huddersfield, trận đấu đi đến loạt đá luân lưu sau khi kết thúc với tỉ số 0–0 sau 2 hiệp phụ. Huddersfield giành chiến thắng 4–1. Cũng trong năm 2004, Clattenburg trở thành một trọng tài chuyên nghiệp, cầm còi tại Premier League, và trận đấu đầu tiên của ông là chiến thắng 3–1 của Everton trước Crystal Palace vào ngày 21 tháng 8.

### Giai đoạn 2004–2010
Clattenburg đã trở thành một trọng tài FIFA năm 2006 ở tuổi 30, hai năm sau khi trở thành một trọng tài chuyên nghiệp. Ông cầm còi trận đấu kỷ niệm của Alan Shearer vào ngày 11 tháng 5 năm 2006; Clattenburg cũng là một fan của Newcastle United, chính vì vậy không làm trọng tài các trận đấu liên quan đến Newcastle. Vào ngày 9 tháng 9 năm 2006, ông cầm còi một trận đấu vòng loại cho Giải vô địch U-17 châu Âu năm 2007 giữa Macedonia và Đan Mạch tại sân vận động Gradski ở Skopje, đội khách thắng 3–0.
Clattenburg được chỉ định cầm còi cả hai lượt trận tại chung kết cúp FA trẻ 2006-07 giữa Liverpool và Manchester United, lượt đi tại Anfield vào ngày 16 tháng 4 năm 2007, Man Utd giành chiến thắng 2–1, và sau đó là lượt về tại Old Trafford vào ngày 26 tháng 4 năm 2007, Liverpool thắng 1–0; hai đội bước vào 30 phút hiệp phụ nhưng vẫn hòa; ở loạt luân lưu 11m, Liverpool thắng 4–3.
Vào ngày 6 tháng 8 năm 2008, ông đã có trận cầm còi đầu tiên tại Champions League, trận đấu vòng loại mà Fenerbahçe giành chiến thắng 5-0 trước MTK Budapest. Trận cầm còi tại cúp C1 tiếp theo của Clattenburg vào ngày 3 tháng 11 năm 2010, đó là thắng lợi 2-0 của Auxerre trước đội khách Ajax.
Clattenburg cũng được chỉ định cầm còi trận Siêu cúp Anh 2008 với các trợ lý Dave Richardson và Ian Gosling, còn Andre Marriner đóng vai trò trọng tài thứ tư. Tuy nhiên, Clattenburg sau đó đã bị đình chỉ hoạt động trọng tài, khi dính líu đến một cuộc điều tra về các khoản nợ và sự thua lỗ trong kinh doanh ở các công ty mà Clattenburg đã quản lý. Còn trận đấu giữa Portsmouth và Manchester United đã diễn ra tại sân vận động Wembley với Peter Walton bắt chính thay thế.
Sau khi bị điều tra về cuộc sống gia đình cũng như các khoản nợ và kinh doanh thua lỗ, cơ quan quản lý trọng tài đã buộc tội Clattenburg, đưa ra các bằng chứng vi phạm. Ông bác toàn bộ các cáo buộc và kháng cáo tất cả những nội dung trên.  Vào ngày 18 tháng 2 năm 2009, Hiệp hội trọng tài chuyên nghiệp Anh đã khôi phục lại chức danh trọng tài chuyên nghiệp cho Clattenburg. Tuy vậy ông bị đình chỉ cầm còi 8 tháng kể từ 6 tháng 8 năm 2008, và chỉ trở lại một trận duy nhất, trận đấu giữa Manchester City và Bolton Wanderers trong khuôn khổ giải Ngoại hạng Anh.

### 2010–2013

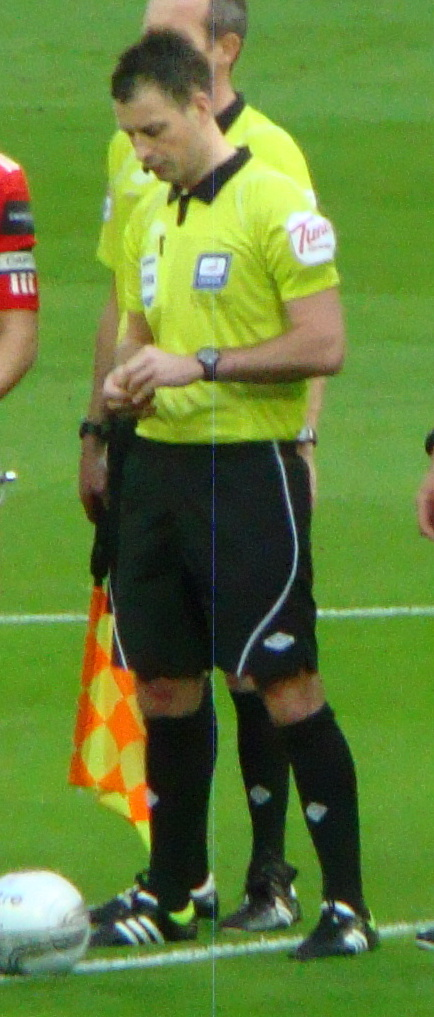
Clattenburg trong trận chung kết Cúp Liên đoàn Anh 2012

Clattenburg bắt đầu làm trọng tài tại vòng loại World Cup 2010, trọng tài thứ tư trong trận đấu vòng loại khu vực châu Âu giữa Azerbaijan và Nga tại Baku vào ngày 14 tháng 10 năm 2009.
Ông cũng cầm còi các trận đấu vòng loại EURO. Vào tháng 9 năm 2010, ông bắt chính trận hòa 4–4 giữa Bồ Đào Nha và Síp, vòng loại Euro 2012. Tuy nhiên trận đấu đầu tiên tại EURO của ông là chiến thắng 4–0 của Đan Mạch trước Liechtenstein, vòng loại bảng F Euro 2008.
Clattenburg được trao quyền điều hành trận chung kết Cúp Liên đoàn bóng đá Anh 2012 giữa Liverpool và Cardiff City tại sân vận động Wembley vào ngày 26 tháng 2 năm 2012. Liverpool đã giành thắng lợi 3–2 trên chấm phạt đền sau khi kết thúc 2 hiệp phụ với tỷ số 2–2. Ông rút thẻ cho 3 cầu thủ trong suốt trận đấu và hầu như ít phải giải thích bất kỳ tình huống gây tranh cãi nào.
Ông làm việc tại UEFA Euro 2012 như một trợ lý trọng tài cho ông Howard Webb. Clattenburg cũng được chọn là một trong những trọng tài cho môn bóng đá nam của Thế vận hội Mùa hè 2012. Ông cầm còi một trận đấu vòng bảng giữa Ai Cập và New Zealand tại Old Trafford, trận tứ kết giữa Sénégal và México và trận tranh huy chương vàng giữa Brazil và México, cả ở sân vận động Wembley.
Clattenburg đã điều khiển trận lượt đi vòng tứ kết Champions League 2012-13 vào ngày 2 tháng 4 năm 2013, giữa Bayern Munich và Juventus. Paul Breitner của Bayern đã ca ngợi trọng tài đã điều hành trận đấu tốt. Bayern giành chiến thắng 2-0.

### Sự cố trận đấu giữa Chelsea và Manchester United năm 2012
Ngày 28 tháng 10 năm 2012, Chelsea đã chính thức khiếu nại lên Hiệp hội Bóng đá Anh đối với Clattenburg, cáo buộc ông sử dụng "ngôn từ không thích hợp", trong đó có những lời lẽ phân biệt chủng tộc đối với John Obi Mikel trong trận đấu ngày hôm đó với Manchester United. Hiệp hội trọng tài chuyên nghiệp Anh cho biết Clattenburg sẽ hợp tác hoàn toàn với cuộc điều tra của FA về khiếu nại trên. PGMOB cũng thông báo rằng sẽ không bổ nhiệm Clattenburg vào các trận đấu tiếp theo, và cho rằng "sự điều hành [của Clattenburg] sẽ làm giảm chất lượng trận đấu và gây ra sự không công bằng đối với các đội bóng và những người hâm mộ cả hai phía". Cảnh sát đã mở cuộc điều tra về các cáo buộc đó, nhưng về sau không có ai được triệu tập. FA đã xử trắng án cho Clattenburg sau 9 ngày bị buộc tội và quy cho Mikel tội "đe dọa trọng tài" sau trận đấu. Mikel bị buộc tội, cấm thi đấu ba trận và phạt 60.000 bảng.
Clattenburg trở lại vị trí là trọng tài thứ tư cho trận đấu giữa Tottenham Hotspur và West Ham United vào ngày 25 tháng 11 và đã điều hành cho trận đấu Norwich City tiếp Southampton, đánh dấu sự trở lại của ông vào ngày 28 tháng 11 năm 2012. Ông đã nhận được sự ủng hộ bởi người hâm mộ tại trận đấu, kết thúc với tỷ số 1–1, và các huấn luyện viên của cả hai câu lạc bộ đã nói rằng họ "vui mừng khi thấy ông ấy trở lại".

### 2013–2017
Clattenburg cầm còi trận Siêu cúp Anh giữa Wigan Athletic và Manchester United tại sân vận động Wembley vào ngày 11 tháng 8 năm 2013. MU đã giành chiến thắng 2–0. Vào tháng 10 năm 2014, Clattenburg đã phải nghỉ cầm còi 1 tuần bởi đã nói chuyện với trợ lý của Crystal Palace Neil Warnock về lịch thi đấu. (Quy định giải Ngoại hạng Anh: tất cả các trọng tài của trận đấu không được tham gia bất kỳ cuộc trò chuyện nào với huấn luyện viên sau trận đấu và yêu cầu tất cả đi cùng nhau bước ra khỏi sân vận động).
Clattenburg đã bắt chính chung kết Cúp FA 2016 giữa Crystal Palace và Manchester United. Trận đấu đã kéo dài đến hiệp phụ và Manchester United giành chiến thắng 2–1. Clattenburg được chọn làm trọng tài điều hành trận chung kết UEFA Champions League 2016 giữa Real Madrid và Atlético Madrid tại Milan vào ngày 28 tháng 5. Real Madrid tiếp tục giành chiến thắng 5–3 sau loạt 11m (120 phút hòa 1–1).
Clattenburg đã điều hành một số trận đấu tại UEFA Euro 2016. Vào cuối trận đấu giữa Cộng hòa Séc và Croatia ở Saint-Étienne, một số người hâm mộ quá khích của Croatia đã ném vật thể lạ lên sân và Clattenburg đã tạm dừng trận đấu trong vài phút, di chuyển cầu thủ khỏi những ngọn lửa đang cháy để tránh bị thương.
Clattenburg điều hành trận chung kết Euro 2016 và Bồ Đào Nha thắng Pháp 1–0 sau hiệp phụ.
Tháng 2 năm 2017, Hiệp hội trọng tài chuyên nghiệp Anh thông báo Clattenburg chuyển sang làm Trưởng ban trọng tài tại Ả Rập Xê Út thay cho ông Howard Webb. Trân cuối cùng ông cầm còi là trận đấu giữa West Brom và Leicester City ngày 29 tháng 4 năm 2017, trận đấu mà Leicester thắng 1–0.

## Trận đấu quan trọng
- Chung kết Cúp Liên đoàn Anh 2012
- Trận tranh HCV Olympic 2012
- Siêu cúp Anh 2013
- Siêu cúp Châu Âu 2014
- Chung kết Cúp FA 2016
- Chung kết UEFA Champions League 2016
- Chung kết giải vô địch bóng đá châu Âu 2016

## Số thẻ đã rút
| Mùa              | ST | Tổng | Số TB | Tổng | Số TB |
| ---------------- | -- | ---- | ----- | ---- | ----- |
| 2000–01          | 24 | 67   | 2.79  | 4    | 0.17  |
| 2001–02          | 33 | 103  | 3.12  | 6    | 0.18  |
| 2002–03          | 35 | 135  | 3.86  | 8    | 0.23  |
| 2003–04          | 34 | 104  | 3.06  | 2    | 0.06  |
| 2004–05          | 28 | 83   | 2.96  | 5    | 0.18  |
| 2005–06          | 24 | 81   | 3.38  | 4    | 0.17  |
| 2006–07          | 42 | 166  | 3.95  | 3    | 0.07  |
| 2007–08          | 39 | 124  | 3.18  | 10   | 0.26  |
| 2008–09          | 2  | 0    | 0.00  | 0    | 0.00  |
| 2009–10          | 42 | 105  | 2.50  | 5    | 0.12  |
| 2010–11          | 40 | 123  | 3.08  | 7    | 0.18  |
| 2011–12          | 36 | 115  | 3.19  | 8    | 0.22  |
| 2012–13          | 36 | 104  | 2.89  | 6    | 0.17  |
| 2013–14          | 42 | 145  | 3.45  | 6    | 0.13  |
| 2014–15          | 47 | 172  | 3.66  | 5    | 0.11  |
| 2015–16          | 46 | 162  | 3.52  | 7    | 0.15  |
| 2016–17          | 26 | 90   | 3.46  | 4    | 0.15  |
| Nguồn Soccerbase |    |      |       |      |       |

## Cuộc sống
Clattenburg kết hôn khi ông và vợ còn đang sống tại Chester-le-Street, hai người có một con trai. Không chỉ cầm cân nảy mực mà Clattenburg còn có bằng luật sư và là một thợ điện lành nghề.